# Eutímides

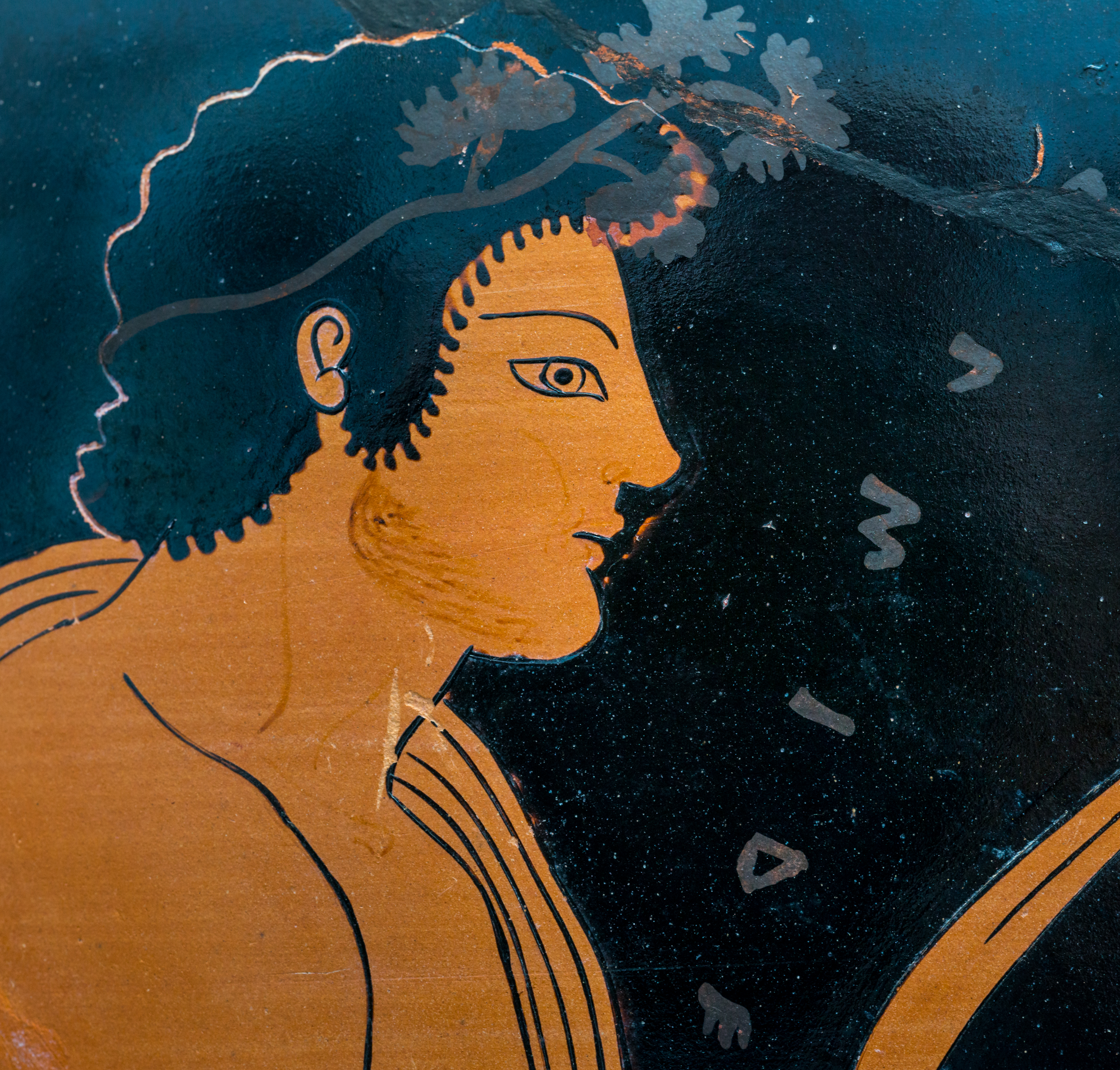
Retratado por su contemporáneo Fincias,c. 510 a. C.

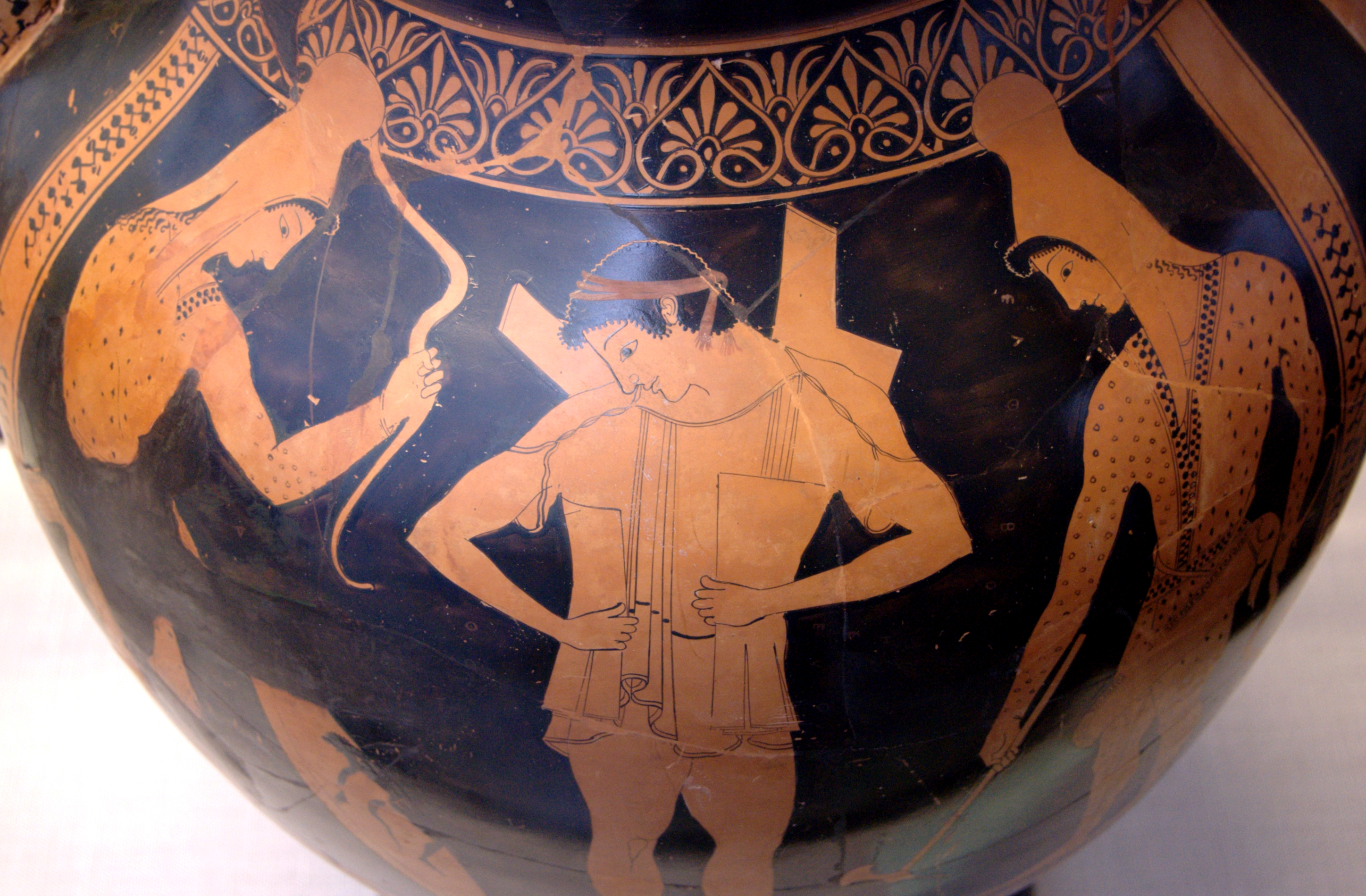
Hoplita colocándose la armadura, escitas a sus lados. Cara A de un ánfora de figuras rojas, 510–500 a. C., Staatliche Antikensammlungen (Inv. 2308)

Eutímides (en griego antiguo: Εὐθυμίδης fue un ceramista ateniense y pintor de vasos, principalmente activo entre 515 y 500 a. C. Fue miembro del antiguo movimiento artístico griego conocido como "grupo pionero" por su exploración del nuevo estilo decorativo conocido como cerámica de figuras rojas. Fue el maestro de otro pintor de vasos de figuras rojas, el Pintor de Cleofrades.
Eutímides era más minimalista que otros del movimiento, y su tendencia a dibujar relativamente pocas figuras, y sólo rara vez coincide con ellos. Fue admirado para su representación del movimiento humano y los estudios de perspectiva, y pintó figuras que están entre las primeras en mostrar miembros en escorzo. 
El padre de Eutímides se llamaba Polias y posiblemente fue un destacado escultor ateniense del mismo nombre. Mantuvo una estrecha relación con otros artistas del grupo pionero, como Eufronios y Fincias, cuya obra se caracterizaba por un estudio detallado de la anatomía y el uso de poses dinámicas para las figuras humanas. Firmó ocho vasijas que se conservan, identificándose como alfarero y pintor, y pintó vasos de diversas formas. Es posible que enseñara o influyera a otros pintores de vasos, como su compañero pionero Esmicros, el Pintor de Berlín, y el Pintor de Cleofrades.
Sus obras eran normalmente inscritas con «Eutímides me pintó». Eutímides fue rival del también ateniense Eufronio, y efectivamente una de sus ánforas fue manchada con la burla juguetona de «Eufronio nunca hizo algo así» ("hos oudepote Euphronios"), palabras que han sido interpretadas de manera variada como  «nunca Eufronio [podría hacerlo]»,  o «esto no era uno de Eufronio».
Solamente seis vasos pintados por Eutímides sobreviven, el más famoso de los cuales es probablemente el Vaso de los juerguistas, un ánfora que retrata a tres hombres divirtiéndose. Están presumiblemente borrachos; uno de ellos está bebiendo de un cántaros.

## Antecedentes
Fue un artista activo entre aproximadamente el 515 y el 500 a. C. Firmó tres de sus vasos con su patronímico, lo que demuestra que su padre se llamaba Polias. Muchos de los padres cuyos nombres fueron firmados por pintores de vasos atenienses eran artistas, y a veces se argumenta que firmar un patronímico implicaba que el padre también era artista o el maestro del artista firmante. Jenifer Neils identifica al padre de Eutímides con el escultor llamado Polias, quien fue un artista destacado a finales del siglo VI a. C., dedicó varias esculturas a la Acrópolis de Atenas y pudo haber sido el autor de un tratado artístico. Jeffrey Hurwit sugiere que Eutímides también pudo haber sido escultor. Esto habría hecho que Eutímides tuviera un estatus social más alto que la mayoría de los alfareros atenienses. Nigel Spivey ha conjeturado que Eutímides pudo haber sido el hermano mayor de Eufronio, también pintor de vasos. Martin Robertson, por el contrario, sugiere que Eutímides pudo haber sido el aprendiz más joven de Eufronio.

## Carrera artística

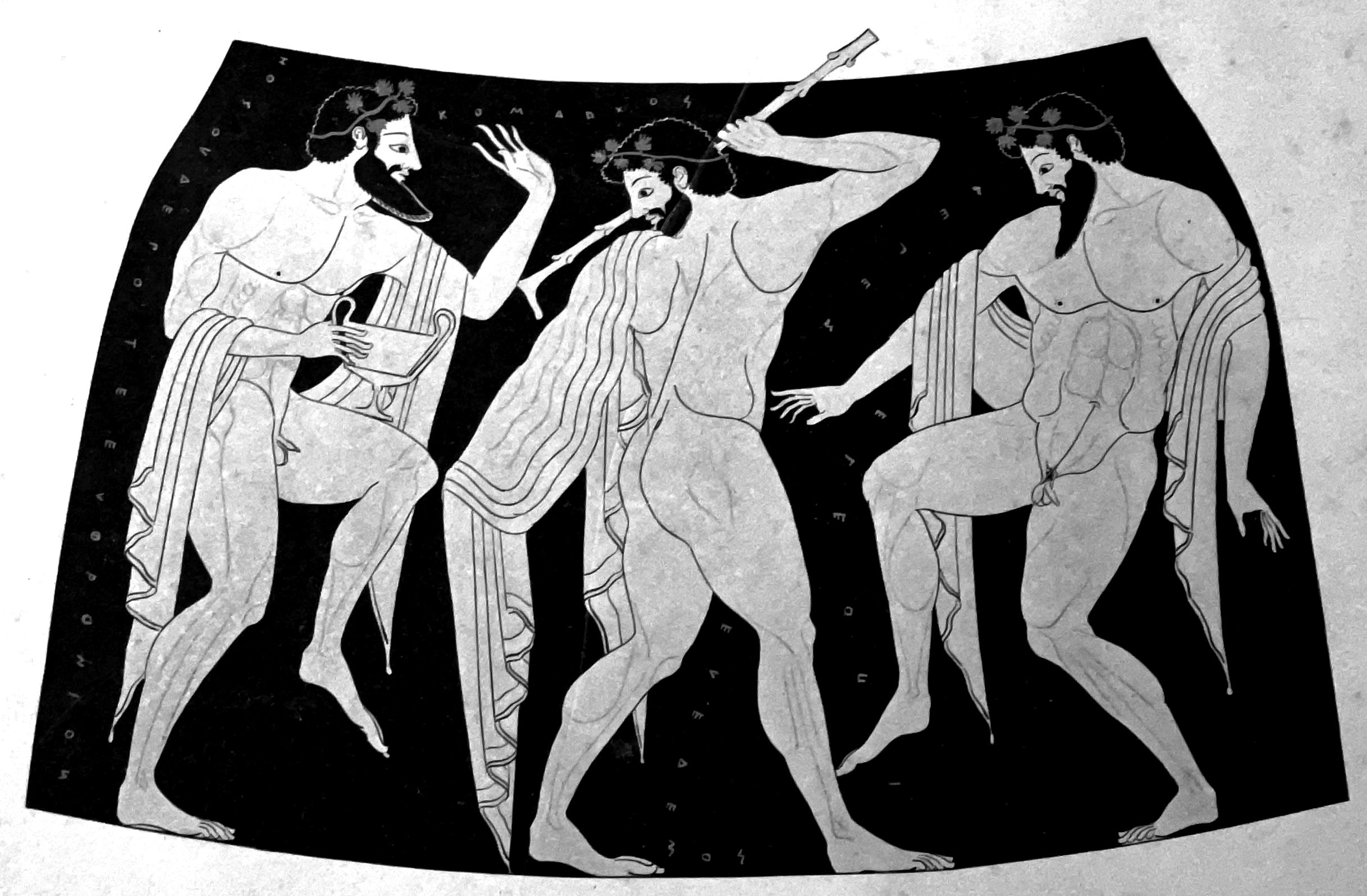
Los bailarines del Vaso de los juerguistas: «¡Como nunca Eufronio!» (ὡς οὐδέποτε Εὐφρόνιος) se puede leer en el lado izquierdo.

Eutímides, junto con otros pintores como Eufronio y Fincias, es conocido como miembro del Grupo pionero. Una hidria, pintada por Fincias, muestra a una cortesana (hetera) intentando golpear a un imberbe Eutímides con los restos de una copa de vino, con la leyenda "¡esto es para ti, hermoso Eutímides!" (en griego antiguo: σοὶ τένδι Εὐθυμίδῃ καλῷ, romanizado: soi tendi Euthymidēi kalōi). El Grupo pionero recibe ese nombre por su experimentación dentro del recién inventado estilo de cerámica de figuras rojas. En la cerámica de figuras rojas, el engobe oscuro pintado sobre el vaso se aplicó al fondo, dejando el primer plano representado por el espacio negativo en el color natural de la arcilla. Esto contrastaba con la técnica anterior de la figuras negras, donde se usaba el engobe para pintar las figuras y se resaltaban los pequeños detalles raspándolo. El trabajo del Grupo pionero se caracterizó por su interés en la anatomía humana y el uso de poses dinámicas que llenaban el espacio. Estilísticamente, Eufronio favorecía composiciones simples, figuras audaces y el uso innovador del escorzo, mientras que su técnica de pintura usaba lavados y variaciones en el grosor de las líneas para sugerir la acción de la gravedad sobre la ropa.
Eutímides era rival de su compatriota ateniense Eufronio, y una de sus ánforas firmadas (el Vaso de los juerguistas) lleva la inscripción «Como nunca Eufronio» (en griego antiguo: ὡς οὐδέποτε Εὐφρόνιος, romanizado: hōs oudepote Euphronios. Ambos pintores estaban familiarizados con la obra del otro, y la inscripción se interpreta generalmente como una burla o desafío a Eufronio. Gisela Richter interpretó específicamente como una referencia al uso que hace Eutímides de vistas de tres cuartos, en contraste con la perspectiva frontal o lateral universal en la obra de Eufronio. Sin embargo, también se ha interpretado como una afirmación de que Eufronio nunca había participado en un como (una danza ritual de borrachos representada en el jarrón), tal vez porque se trataba de una actividad aristocrática y Eufronio era de origen social comparativamente bajo.
Se conservan ocho vasos firmados por Eutímides: siete que pintó y uno que hizo, pero no pintó. De estos, se identifica como pintor en cinco, como alfarero en dos y como ambos en uno. Fue el pintor del Vaso de los juerguistas, un ánfora que representa a tres hombres de fiesta. Se supone que están borrachos; uno de ellos sostiene un cántaros, un gran recipiente para beber. También pudo haber pintado una placa de terracota, encontrada en la Acrópolis de Atenas, que muestra a un guerrero corriendo. La mayoría de sus obras son sobre ánforas de tipo A y cálpides, aunque también pintó tres ánforas de cuello (incluida una con innovadoras asas retorcidas), un pélice, una crátera de volutas, un soporte cilíndrico, un plato y dos copas.
Un ánfora de dos asas (Boston 63.1515) sin firmar se atribuye al "círculo de Eutímides". Eva C. Keuls nombra a Esmicros, otro pintor del Grupo pionero, como discípulo o aprendiz suyo. También se cree que fue maestro de otro pintor ateniense de vasos de figuras rojas, el Pintor de Cleofrades, y posiblemente del Pintor de Berlín.

## Obras

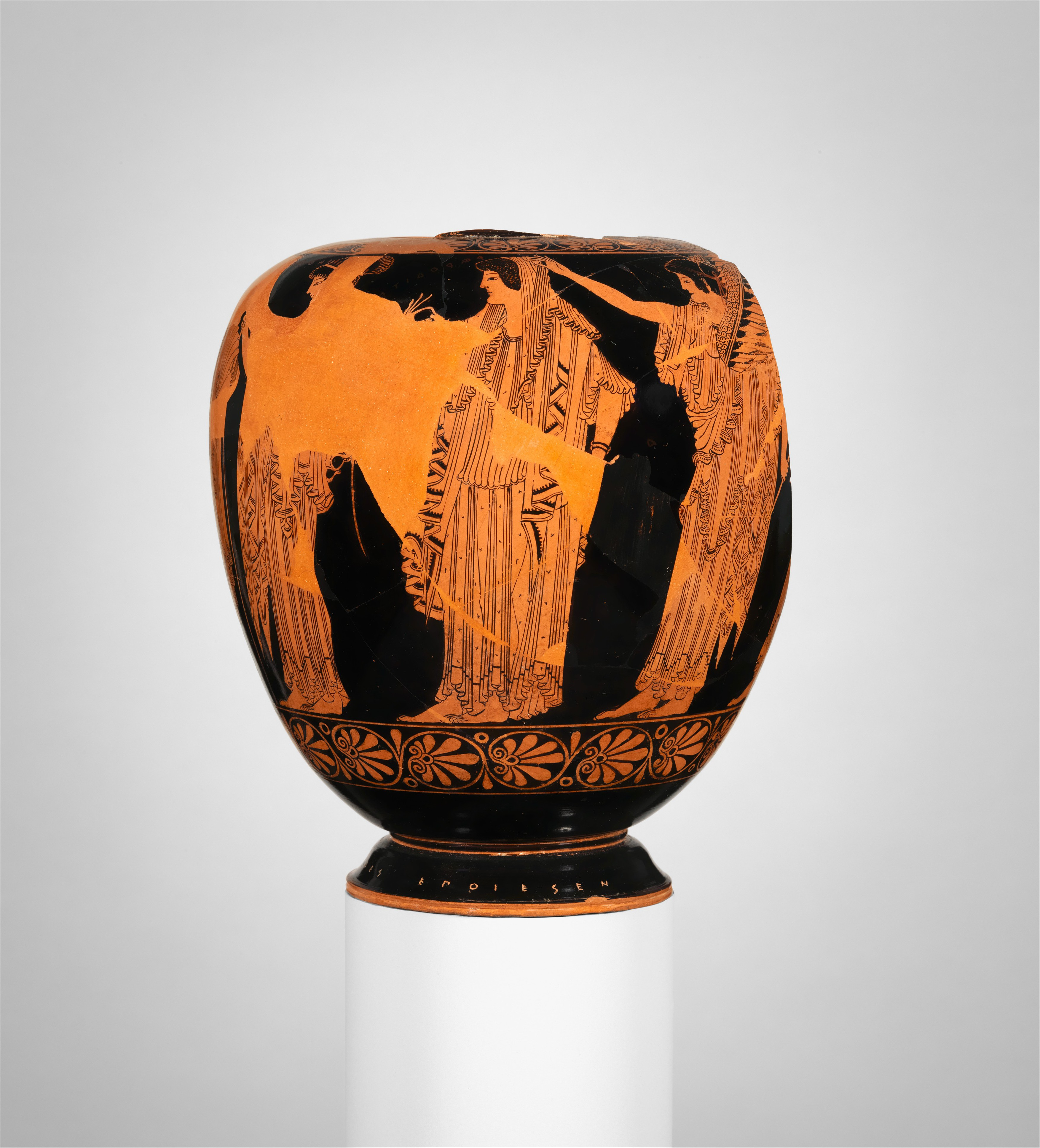
Enócoe (jarra de vino), que muestra el Juicio de Paris.
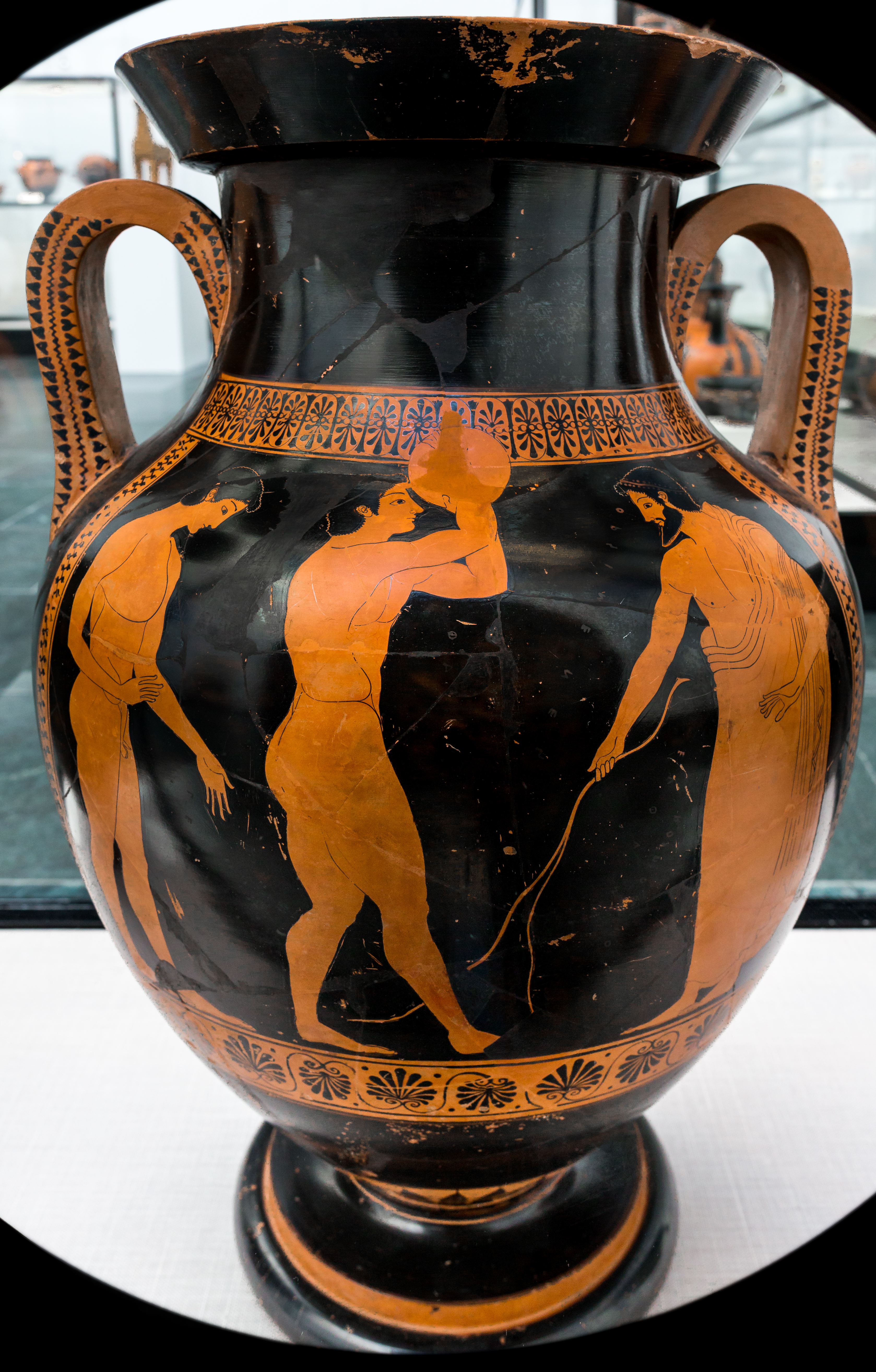
Lado opuesto del mismo jvaso, que muestra a dos atletas y su entrenador: la firma y el patronímico de Eutímides están entre el cuerpo y el bastón del entrenador.
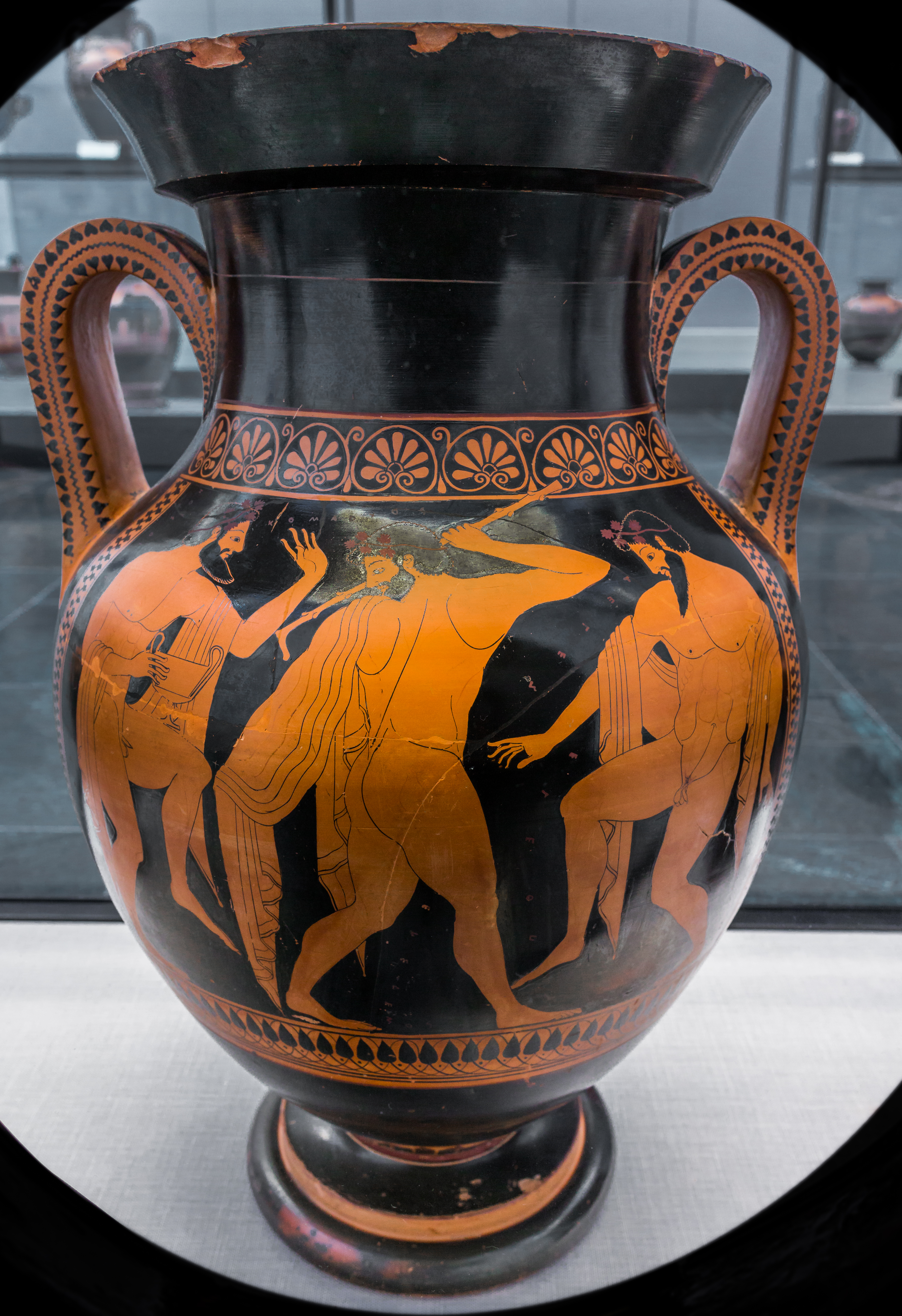
Como (danza ritual de los borrachos) en el Vaso de los juerguistas
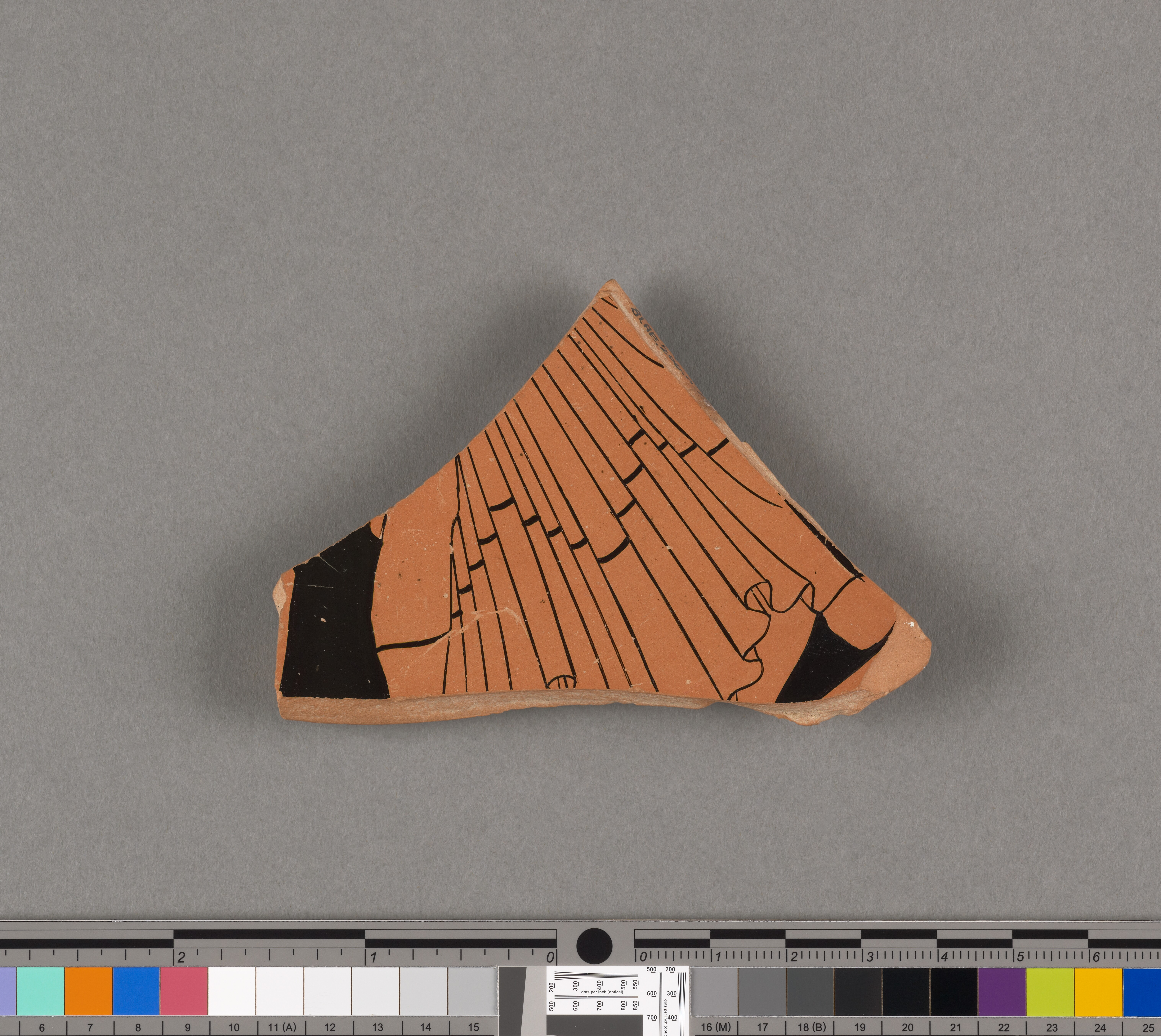
Fragmento de una placa que muestra el dobladillo de una túnica, atribuida a "Eutimides o su manera" por el Museo Getty.«Attic Red-Figure Plate Fragment». Museum Collection (en inglés). Getty Museum. Consultado el 30 de junio de 2025.
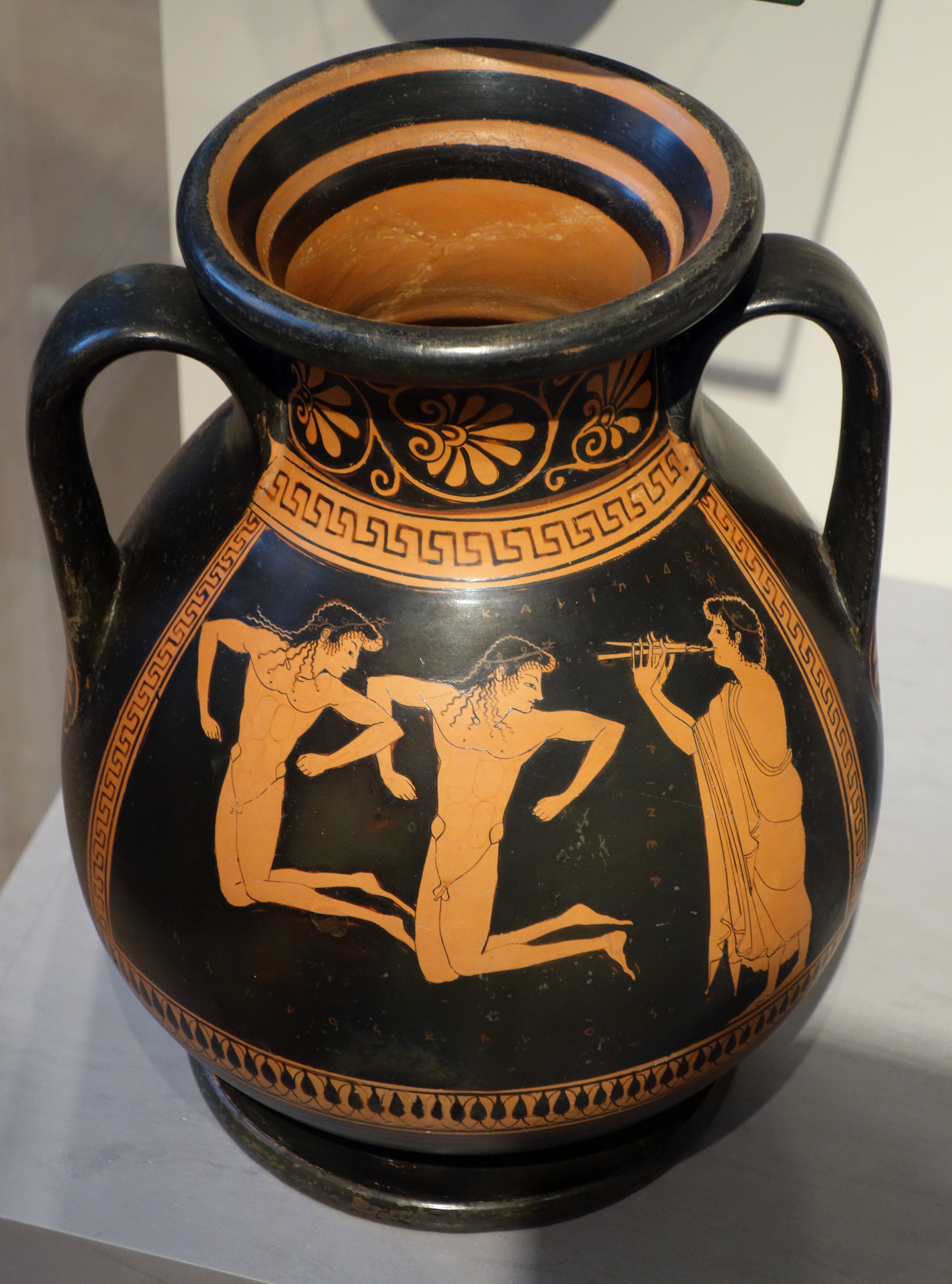
Pélice de figuras rojas, que muestra bailarines saltando, sugerido por Martin Robertson como una obra de Eutímides